# Luka Mesec
Luka Mesec, slovenski politik, poslanec in družbeno-politični aktivist, * 1. julij 1987, Kranj.
Svojo politično kariero je pričel s prihodom na Fakulteto za družbene vede leta 2007, kar je sovpadalo z zlomom svetovnih financ. V letih krize je bil aktivist v različnih iniciativah proti prekarnosti, uničevanju socialne države, zmanjševanju pravic delavcev, nedostopnosti stanovanj in brezperspektivnosti njegove generacije, med drugim je deloval v Klubu študentov Selške doline, študentskem politološkem društvu Polituss, v Fronti prekercev in gibanju Mi smo univerza ter postal koordinator Delavsko-punkerske univerze, aktivistično-teoretske organizacije, ki je v slovenski politični prostor prinesla koncept demokratičnega socializma in direktor Inštituta za delavske študije.
Poslansko funkcijo je prvič nastopil pri 27 letih, ko je bil na državnozborskih volitvah v Sloveniji 2014 kot kandidat Združene levice v Trbovljah izvoljen v slovenski Državni zbor. Ponovno je bil za poslanca izvoljen tudi v letih 2018 in 2022. 1. junija 2022 je v času vlade Roberta Goloba postal minister za delo, družino, socialne zadeve in enake možnosti Republike Slovenije in podpredsednik Vlade Republike Slovenije. V parlamentu je bil poleg tega tudi član odbora za finance, komisije za nadzor javnih financ, v prvem mandatu pa je bil tudi član mandatno-volilne komisije ter vodja poslanske skupine. Do septembra 2023 je bil koordinator stranke Levica.
Njegova politika vključuje prizadevanje za izboljšanje položaja delavstva, višje plače (na čelu z minimalno), odpravo prekarnosti, rešitev stanovanjske krize in ukrepanje proti podnebni krizi.

## Mladost in izobraževanje
Rodil se je v Kranju 1. julija 1987 v kot pravi sam »povprečni slovenski apolitični delavski družini«, odraščal v Železnikih, kjer je obiskoval osnovno šolo, nato pa šolanje nadaljeval na škofjeloški gimnaziji in na Fakulteti za družbene vede v Ljubljani, kjer je leta 2012 diplomiral iz Evropskih študij.

## Politika
Zavzema se za participativno ekonomsko demokracijo, družbeno upravljanje podjetij, davčno razbremenitev revnega sloja, ukinitev davčnih oaz in delavske pravice ter proti neoliberalizmu, ki po njegovem mnenju ni nič drugega kot razredni boj kapitala zoper organizirano delavstvo. Kontinentalna Evropa, kjer sta bila nekoč močna socialna demokracija in sindikalno gibanje, po mnenju Luke Meseca ta razredni boj doživlja šele sedaj pod krinko evropskih integracij, v katerih skupnost držav tekmuje med sabo, namesto da bi temeljila na vzajemnosti.
Stranka Levica se je pod koordinatorstvom Luke Meseca povezala s strankami Evropske levice (angleško European left), kjer med drugim sodelujejo grška Siriza, francoski Front de gauche, nemška Die Linke in španska Združena levica.
Luka Mesec stranko Levica vodi kot koordinator. Na državnozborskih volitvah leta 2022 je stranka doživela padec podpore, osvojila je pet poslanskih mest, zaradi česar je Mesec z vodstvom stranke ponudil svoj odstop, ki pa ga organi Levice niso sprejeli.
Meščevo vodenje Levice so spremljali očitki, da stranka pod njegovim vodstvom drsi preveč proti sredini. Tozadevno se je okrepilo tudi tako imenovano levo krilo stranke, katerega najglasnejši predstavnik je bil poslanec Miha Kordiš. Na kongresu stranke Levica junija 2023 Luka Mesec ni dobil želene podpore za nadaljevanje funkcije koordinatorja stranke, zato je podal svoj odstop in dejal, da se za položaj ne bo več potegoval. Na tem mestu ga je septembra 2023 nasledila Asta Vrečko. Mesec je kljub temu ostal podpredsednik v vladi Roberta Goloba.

### Minister
Stranko Levica je relativni zmagovalec volitev Robert Golob povabil v vlado, v kateri so izpogajali tri resorje: ministrstvo za kulturo, ministrstvo za delo, družino, socialne zadeve in enake možnosti ter novoustanovljeno ministrstvo za solidarno prihodnost, o katerem se je govorilo, da ga bo prevzel Luka Mesec. Zaradi vložitve referendumske pobude na predvidene spremembe Zakona o vladi, s katerimi bi se povečalo število ministrstev, je bila Golobova vlada ustanovljena na podlagi starega zakona, pri čemer je Mesec 1. junija 2022 postal minister za delo, družino, socialne zadeve in enake možnosti Republike Slovenije, prav tako je postal podpredsednik Vlade Republike Slovenije. Po padlem referendumu se je Mesec odločil, da novonastalege ministrstva ne bo prevzel, temveč, da bo ostal na mestu ministra za delo, družino, socialne zadeve in enake možnosti. Ministrstvo za solidarno prihodnost je prevzel njegov strankarski kolega Simon Maljevac.

### Evropske volitve 2024
Na evropskih volitvah 2024 je kandidiral na zadnjem mestu liste stranke Levica. Stranki ni uspel preboj v Evropski parlament, Mesec pa je dobil 8.650 preferenčnih glasov volivcev.

## Galerija
- Luka Mesec (drugi z leve) in ostali aktivisti IDS-a na protestnem shodu septembra 2013 pred vladnim poslopjem v Ljubljani
- Skupinska fotografija 15. Vlade Republike Slovenije, junij 2022
- Luka Mesec, Robert Golob in Tanja Fajon na novinarski konferenci po ustanovitvi 15. Vlade RS, junij 2022
- Luka Mesec na novinarski konferenci po seji vlade, julij 2022
- Luka Mesec na novinarski konferenci na temo ukrepov po poplavah, avgust 2023